# Valerie Solanas
Valerie Jean Solanas (Ventnor City, 9 de abril de 1936-San Francisco, 26 de abril de 1988) fue una escritora estadounidense conocida por escribir el Manifiesto SCUM, obra que publicó en 1967, y por intentar matar al artista Andy Warhol en 1968.

## Biografía

### Infancia y juventud
Solanas nació en la ciudad de Ventnor, Nueva Jersey; era hija de Louis Solanas y de Dorothy Bondo. De niña sufrió abusos sexuales por parte de su padre. A la edad de 15 dejó su hogar y comenzó a vivir en la calle. Cuando tenía 15 años nació su hijo David, quien fue entregado en adopción. A pesar de vivir en la calle, terminó la escuela secundaria y tomó algunos cursos en la Universidad de Berkeley y en la Universidad de Maryland. Allí se licenció y comenzó un posgrado en Psicología en la Universidad de Minnesota que no terminó. Otros detalles de su vida hasta 1966 son confusos, aunque se cree que viajó deambulando por los Estados Unidos mendigando y prostituyéndose.

### Actividad artística en Nueva York
En 1966 se estableció en Greenwich Village, donde escribió un guion de película titulado Up your ass sobre una prostituta que odiaba a los hombres y un mendigo. En 1967, Solanas le llevó su obra al artista Andy Warhol y le pidió que actuara como productor. Warhol aceptó y le pidió el borrador para revisarlo. El borrador de la obra nunca regresó a Solanas. Se cree que Andy Warhol nunca tuvo la intención de producir la obra ni como obra teatral ni como película y que perdió el manuscrito.
Solanas empezó a llamar por teléfono a Warhol, exigiéndole la devolución del borrador de Up your ass. Cuando Warhol admitió que lo había perdido, ella comenzó a exigir dinero como compensación. Warhol no hizo caso, pero le ofreció un papel en una escena de su película I, a Man (1967), por el que le pagó 25 dólares. En su libro Popism, Warhol escribió que consideraba a Solanas una persona interesante y divertida, pero que el hecho de que comenzara a asediarlo hasta el acoso, hizo que decidiera alejarse de ella.
A finales de los años sesenta, Solanas escribió y autopublicó su trabajo más conocido, el Manifesto SCUM, una proclama que llama a la destrucción de los hombres. La sigla se entendió como "Society for Cutting Up Men", literalmente "Sociedad para descuartizar a los hombres", pero esta explicación no se encuentra en la obra misma y Solanas protestó. "Scum" es una palabra inglesa que significa "escoria".

### El intento de asesinato de Andy Warhol
El 3 de junio de 1968, Solanas acudió a The Factory y se encontró con Warhol en el ascensor. Warhol notó algo raro en Valerie: llevaba maquillaje. Salieron del ascensor, sonó el teléfono y Warhol contestó. En la oficina también se encontraban Mario Amaya, crítico de arte, y Fred Hughes, encargado de The Factory. Después de varios minutos de conversación, Warhol dejó el teléfono; entonces Solanas sacó un revólver y disparó dos veces. Warhol cayó al suelo e intentó protegerse bajo un escritorio, pero un tercer disparo le atravesó el cuerpo. Solanas después disparó a Amaya dándole en la cadera e intentó disparar a Fred Hughes. Amaya sufrió sólo heridas menores, y fue dado de alta ese mismo día. Esa misma tarde, Solanas se entregó a la policía. Argumentó que Warhol estaba planeando robar su trabajo y que controlaba demasiado su vida. 
El juez ordenó que la trasladaran al Hospital Psiquiátrico de Bellevue bajo observación. Se declaró culpable de intento de homicidio, asalto y tenencia ilícita de armas y recibió una sentencia de tres años. Warhol rechazó testificar en su contra. El juez la declaró inhabilitada legalmente y la envió al Hospital Ward Island.
El suceso tendría un impacto profundo en Warhol y su arte. Solanas fue puesta en libertad en septiembre de 1971 y arrestada de nuevo en noviembre del mismo año por enviar cartas amenazadoras a varias personas, entre las que se encontraba de nuevo, Andy Warhol. En 1973 entró y salió de hospitales psiquiátricos varias veces y en 1975 estuvo nuevamente ocho meses en el hospital South Florida.
Murió el 26 de abril de 1988, a los 52 años, de enfisema pulmonar y neumonía en una institución benéfica de San Francisco.
Su cuerpo fue enterrado en el cementerio de la Saint Mary’s Catholic Church, en Virginia.

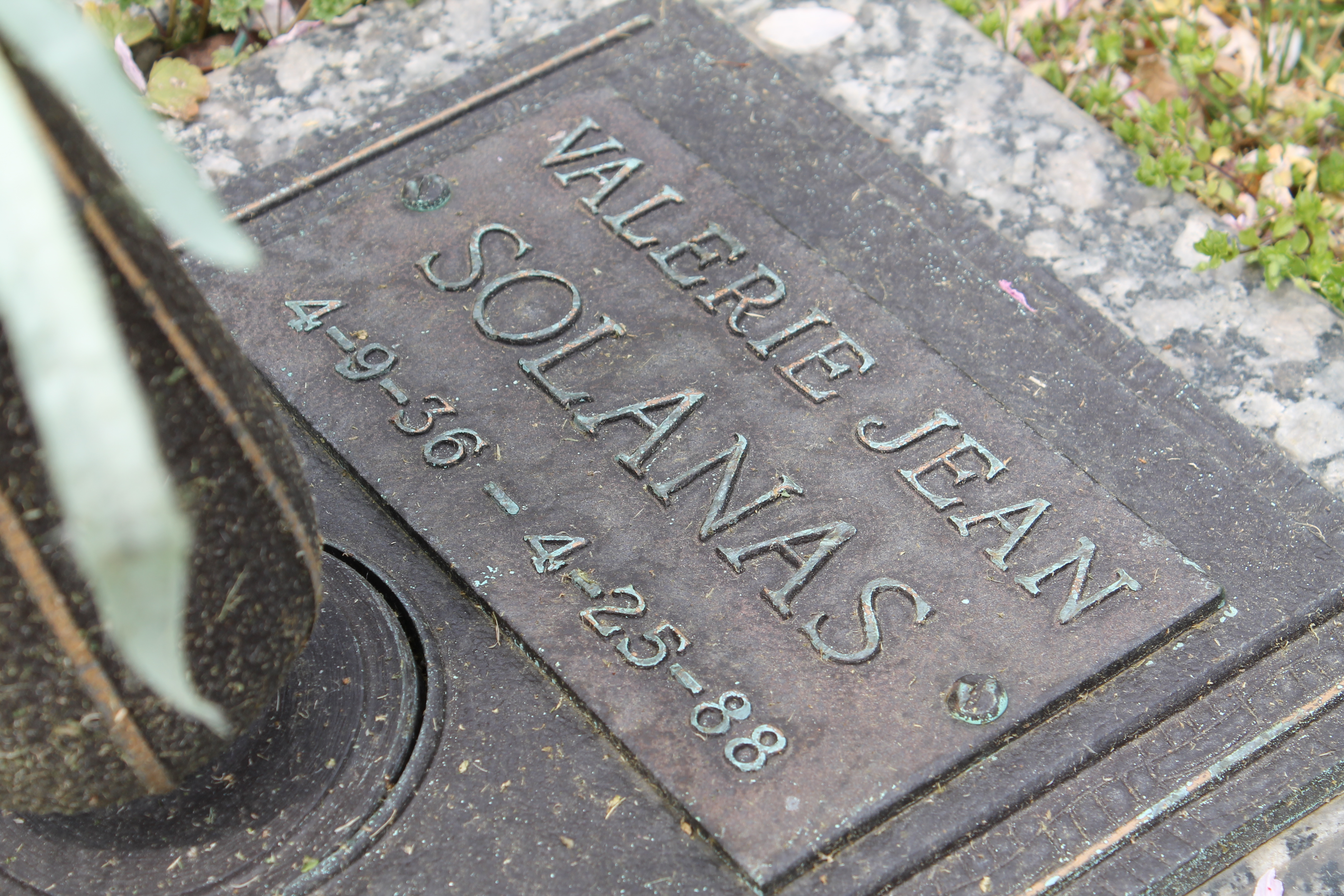
Tumba de Valerie Solanas en Virginia

## Solanas en la cultura popular
- En 1990 el amigo de Warhol, Lou Reed junto con John Cale, grabó una canción sobre ella: I Believe, para el álbum Songs for Drella.
- En 1996, se filmó la película I Shot Andy Warhol (Yo disparé a Andy Warhol), basada en la vida de Solanas y protagonizada por Lili Taylor como Valerie y Jared Harris como Andy Warhol. La película la presenta como una mujer brillante y apasionada frustrada por las relaciones abusivas padecidas y famosa por su inestabilidad emocional.[1]
- En 2006 el grupo Matmos, en el álbum The Rose Has Teeth in the Mouth of a Beast, incluye una canción titulada Tract for Valerie Solanas, que tiene extractos del Manifiesto SCUM.
- La escritora Sara Stridsberg recibió en 2007 el Premio de la literatura del Consejo Nórdico por su biografía semi-ficticia de la vida de Solanas titulada The Dream Faculty.
- En 2017 Solanas apareció en el séptimo episodio de la serie American Horror Story: Cult el cual lleva de nombre "Valerie Solanas murió por tus pecados: Escoria". Es interpretada por Lena Dunham.
- En 2017, en Chile se escribe una obra de teatro llamada Mi corazón es un tiburón blanco, de la dramaturga Valentina Vallejos, la cual narra una pesadilla en la que Solanas se encuentra con Warhol 15 años después de haberle disparado. Esta obra fue seleccionada en el festival de dramaturgia femenina “Lápiz de Mina 5”, donde se hizo la lectura dramatizada dirigida por Manuela Oyarzún. Posteriormente la obra fue editada por Ascasubi, editorial independiente en Buenos Aires, Argentina, en marzo de 2018.[4]
- El grupo Los Chikos del Maíz estrenó el 1 de marzo de 2019 un clip con el título «Valerie Solanas [Stop Making Stupid People Famous]».[5]
- La cantante española Eddi Circa  VALERIE SOLANAS (SCUM). En su álbum "En el Bosque un Claro" del 2023.  Madrid, España.

## Obra
- Up Your Ass
- SCUM, Madrid, 2002 ISBN 84-923311-7-8
- SCUM Manifesto Olympia Press, London; introduction by Vivian Gornick, 1971. ISBN 0-7004-1030-9
- Ibid., Phoenix Press, UK, March 1991. ISBN 0-948984-03-1
- Ibid., AK Press; San Francisco, NY; biografía de Freddie Baer, 1996. ISBN 1-873176-44-9
- Ibid., Verso Books; London, New York; introducción de Avital Ronell, 2004. ISBN 1-85984-553-3
- Ibid., März Verlag; Darmstadt, Germany, 1969.
- Ibid., MaroVerlag; Augsburg, Germany; extended by a text of Andy Warhol, 1996.